# Agroecomyrmex duisburgi
Agroecomyrmex duisburgi – wymarły gatunek owada z rodziny mrówkowatych (Formicidae); jedyny przedstawiciel rodzaju Agroecomyrmex wprowadzonego przez Wheelera w roku 1910. Został odkryty w bałtyckim bursztynie datowanym na eocen (34–42 milionów lat temu).